# Június 29.
Június 29. az év 180. (szökőévben 181.) napja a Gergely-naptár szerint. Az évből még 185 nap van hátra.
Névnapok: Péter, Pál + Ádám, Aladár, Alicia, Aliz, Beáta, Ditta, Emma, Emmi, Emőke,  Ivetta, Judit, Keszi, Kesző, Keve, Kövecs, Orbán, Orbó, Pável, Pető, Petra, Petrina, Pósa, Salómé, Szalóme, Szulamit, Ulászló

## Események
- 1456 – III. Callixtus pápa elrendeli a déli harangozást – a közhiedelemmel ellentétben nem a nándorfehérvári győzelem feletti örömében, hanem a végső csata előtt három héttel, pogányok ellen könyörgésként,[1]
- 1824 – Békéscsabán felszentelik az Evangélikus nagytemplomot.
- 1938 – Milan Hodža csehszlovák miniszterelnök az Egyesült Magyar Párt vezetőivel tárgyal, akik az autonóm Szlovákián belüli magyar autonómia megvalósítását sürgetik.
- 1941 – A román hatóságok a jászvásári pogrom során több mint 13 000 zsidót végeznek ki
- 1941 – Vidkun Quisling létrehoz egy norvég kollaboráns hadsereget, a Norvég Légiót, amely részt vesz a keleti front hadműveleteiben.
- 1995 – Összeomlik a Sampoong áruház Szöul-ban. A katasztrófában 502 fő vesztette életét, s több mint 900-an megsérültek.
- 2007 – Móse Kacav izraeli államfő átadja lemondását Dalia Itzik izraeli parlamenti elnöknek, ami július 1-jével lép hatályba.
- 2010 – Az Országgyűlés – 263 szavazattal – Schmitt Pált választja a Magyar Köztársaság elnökévé. (Schmitt Pál a szavazás végeredményének bejelentése után letette az államfői esküt.)[2]
- 2011 – Ronald Reagan születésének centenáriumi évében felavatják egész alakos szobrát a budapesti Szabadság téren.

## Sportesemények
Formula–1
- 1980 –  francia nagydíj, Paul Ricard - Győztes: Alan Jones (Williams Ford)
- 1997 –  francia nagydíj, Magny-Cours - Győztes: Michael Schumacher (Ferrari)
- 2003 –  európai nagydíj, Nürburgring - Győztes: Ralf Schumacher (Williams BMW)

Futball
- 2008 – Labdarúgó-Európa-bajnokság döntője - Győztes: Spanyolország (2. cím)

## Születések
- 1398 – II. János aragón, navarrai és szicíliai király († 1479)
- 1482 – Aragóniai Mária portugál királyné († 1517)
- 1785 – Balkay Pál magyar festőművész († 1846)
- 1798 – Giacomo Leopardi olasz költő és gondolkodó († 1837)
- 1818 – Pietro Angelo Secchi olasz csillagász, jezsuita szerzetes. Az "asztrofizika atyjának" is nevezik († 1878)
- 1844 – I. Péter szerb király († 1921)
- 1863 –  Juhász Árpád magyar festőművész († 1914)

| – Giergl Kálmán a magyar eklektika korszakának jelentős építésze († 1954) |

- 1886 – Robert Schuman francia politikus, külügyminiszter, az Európai Parlament első elnöke, "Európa atyja" († 1963)
- 1896 – György Júlia Kossuth-díjas gyermekgyógyász, pszichológus, gyógypedagógus, ideggyógyász gyermekgyógyász, († 1977)
- 1900 – Antoine de Saint-Exupéry francia pilóta, író († 1944)
- 1908 – Szekula Mária képzőművész, barlangkutató a Barlangkutató Társulat tagja († 1977)
- 1914 – Rafael Kubelík cseh zeneszerző, karmester († 1996)
- 1921 – Harry Schell amerikai autóversenyző († 1960)
- 1924 – Mojmír Stránský cseh tervező, a Velorex egyik megalkotója († 2011)
- 1924 – Zentai Anna Jászai Mari-díjas magyar színésznő érdemes művész († 2017)
- 1925 – Giorgio Napolitano olasz politikus, köztársasági elnök († 2023)
- 1927 – Bustya Endre irodalomtörténész, Ady-kutató († 1996)
- 1927 – Németh-Csóka Mihály  Kiváló Orvos-díjas magyar orvos, biokémikus, laboratóriumi szakorvos, címzetes egyetemi tanár, az MTA doktora. A magyar klinikai laborszakasszisztens-képzés egyik megteremtője († 2020)
- 1929 – Kalmár András rendező († 2004)
- 1929 – Oriana Fallaci olasz író, publicista, újságíró († 2006)
- 1930 – Sławomir Mrożek lengyel drámaíró, író († 2013)
- 1932 – Deim Pál Kossuth-díjas magyar festőművész, a nemzet művésze († 2016)
- 1933 – Horváth Lajos a Magyar Rádió bemondója, újságíró († 2008)
- 1938 – Gelei József olimpiai bajnok magyar labdarúgókapus, edző
- 1938 – Zimre Péter magyar író, forgatókönyvíró, filmproducer († 2006)
- 1939 – Koletár Kálmán magyar színész († 1982)
- 1942 – Lelkes Péter Munkácsy Mihály-díjas magyar iparművész, ipari formatervező, egyetemi oktató. A Magyar Művészeti Akadémia rendes tagja († 2022)
- 1942 – Németh József Liszt Ferenc-díjas magyar bariton operaénekes († 2025)[3]
- 1944 – Gary Busey amerikai színész
- 1945 – Horváth Péter Balázs Béla-díjas magyar fotóművész, fotóriporter
- 1947 – Csaplár Vilmos Balázs Béla-díjas magyar író, forgatókönyvíró, a Szépírók Társaságának elnöke, Magyarország Babérkoszorúja díjas
- 1947 – Ötvös Csilla magyar opera-énekesnő (szoprán), a Halhatatlanok Társulatának örökös tagja
- 1948 – Mátray Márta magyar színésznő
- 1949 – Galkó Balázs magyar színész, előadóművész († 2025)[4]
- 1949 – Zsolnai Júlia magyar színésznő, előadóművész
- 1951 – Don Rosa, a ma élő legnagyobb Donald kacsa-rajzoló
- 1953 – Nagyidai István magyar színész
- 1953 – Vincze Tamás magyar zenész, ütőhangszeres
- 1954 – Egri László magyar bariton operaénekes, színész, énektanár
- 1956 – Tihanyi Péter magyar színész
- 1959 – Mult István magyar bábművész, színész
- 1962 – Amanda Donohoe angol színésznő
- 1963 – Anne-Sophie Mutter német hegedűművésznő
- 1966 – Pál Ferenc katolikus pap
- 1970 – Pille Tamás magyar színész, bábművész
- 1974 – Gábli Cecília régész, ókortörténész, óraadó egyetemi oktató
- 1977 – Szujó Zoltán magyar újságíró, sportriporter, autóversenyző
- 1978 – Nicole Scherzinger amerikai énekesnő, színésznő, táncosnő
- 1978 – Solecki Janka magyar színésznő, szinkronszínész
- 1979 – Marleen Veldhuis holland úszónő
- 1980 – James Courtney ausztrál autóversenyző
- 1980 – Kiss Norbert világbajnok magyar válogatott tekéző
- 1981 – Sipos Gábor magyar labdarúgókapus, jelenleg a ZTE játékosa
- 1984 – Christopher Egan ausztrál színész
- 1984 – Gera Marina Jászai Mari-díjas magyar színésznő
- 1984 - Trokán Anna magyar színésznő
- 1987 – Gal Nevo izraeli úszó
- 1988 – Cseh Katalin magyar orvos, politikus, európai parlamenti képviselő
- 1992 – Gary Gardner angol labdarúgó
- 1998 – Gjon’s Tears albán származású svájci énekes

| – Michael Porter Jr. amerikai kosárlabdázó |

## Halálozások
- 67 – Szent Péter (* Kr. e. 1) és Szent Pál (* Kr. e. 5) apostolok
- 1059 – II. Bernát szász herceg
- 1252 – Ábel dán király (* 1218)
- 1779 – Anton Raphael Mengs szudétanémet festőművész, műveivel a neoklasszicizmus egyik megalapozója (* 1728)
- 1852 – Henry Clay amerikai jogász, politikus (* 1777)
- 1854 – Kossuth Zsuzsanna, az 1848–49-es szabadságharcban a tábori kórházak főápolónője, Kossuth Lajos húga (* 1817)
- 1863 – Karl Zeisberg császári-királyi altábornagy (* 1788)
- 1882 – Vész János Ármin matematikus, mérnök, műegyetemi tanár, az MTA tagja (* 1826)
- 1895 – Thomas Henry Huxley angol biológus (* 1825)
- 1933 – Pauler Ákos magyar filozófus, egyetemi tanár (* 1876)
- 1941 – Ignacy Jan Paderewski lengyel zeneszerző, zongoraművész, Lengyelország harmadik miniszterelnöke (* 1860)
- 1955 – Szekfű Gyula magyar történész, publicista, egyetemi tanár, az MTA tagja (* 1883)
- 1967 – Jayne Mansfield (sz. Vera Jayne Palmer), amerikai színésznő (* 1933)
- 1967 – Marschalkó Rózsi magyar opera-énekesnő (mezzoszoprán) (* 1887)
- 1974 – Ferreira de Castro portugál író (* 1898)
- 1977 – Kutasi György olimpiai bajnok magyar vízilabdázó (* 1910)
- 1981 – Pethes Sándor magyar színész, komikus (* 1899)
- 1986 – Hernádi Lajos Kossuth-díjas zenepedagógus, egyetemi tanár, zongoraművész, érdemes művész (* 1906)
- 1986 – Robert Drivas amerikai színész (* 1938)
- 1989 – Ihász Gábor magyar dalszerző, énekes (* 1946)
- 1995 – Lana Turner amerikai színésznő (* 1921)
- 2000 – Kerekes László Jászai Mari-díjas magyar színész (* 1961)
- 2000 – Vittorio Gassman olasz színész (* 1922)
- 2000 – Rodney Nuckey brit autóversenyző (* 1929)
- 2003 – Katharine Hepburn négyszeres Oscar-díjas amerikai filmszínésznő (* 1907)
- 2005 – Horváth Ibolya Aase-díjas magyar színésznő a Győri Nemzeti Színház Örökös Tagja.(* 1952)
- 2008 – Don S. Davis amerikai színész (* 1942)
- 2015 – Ladislav Chudík szlovák színész, politikus (Kórház a város szélén) (* 1924)
- 2019 – Ungvári Tamás Széchenyi-díjas magyar író, irodalomtörténész, műfordító (* 1930)
- 2022 – Böszörményi Gyula József Attila-díjas magyar író, újságíró, forgatókönyvíró (* 1964)
- 2023 – Alan Arkin Oscar-díjas amerikai színész (* 1934)

## Nemzeti ünnepek, emléknapok, világnapok
- Nemzetközi Duna-nap. A Duna Védelmi Nemzetközi Bizottság kezdeményezésére 2004 óta.
- Péter-Pál napja, az aratás kezdete
- Szent Péter napja